# Kurt Bretting
Kurt Bretting (né le 6 juin 1892 à Magdebourg et mort le 30 mai 1918 à Merville sur le front de la Première Guerre mondiale) est un nageur allemand.
Il établit le record du monde du 100 mètres nage libre en 1912. Lors des Jeux olympiques de 1912, il termine quatrième du 100 mètres nage libre ainsi que du relais 4 X 200 mètres nage libre.

## Source
- Biographie sur sports-reference